# A todos los chicos: Para siempre
A todos los chicos: Para siempre (en inglés: To All the Boys: Always and Forever) es una película de comedia romántica adolescente estadounidense de 2021 dirigida por Michael Fimognari y protagonizada por Lana Condor y Noah Centineo. La película está basada en la novela de 2017 de Jenny Han, Para siempre, Lara Jean, y es una secuela de A todos los chicos: P.D. Todavía te quiero (2020), siendo la tercera y última entrega de la serie de películas A todos los chicos de los que me enamoré. Fue estrenada el 12 de febrero de 2021 por Netflix.

## Sinopsis
Lara Jean Covey, acompañada por sus hermanas Kitty y Margot, su padre Dan y su vecina Trina Rothschild, visita Seúl para las vacaciones de primavera. Se reconecta con la memoria de su madre buscando un candado que su madre había dejado en un puente para recordar su amor por Dan, y finalmente logra leer el mensaje que la acompaña, que dice for the rest of my life («por el resto de mi vida»). Al regresar a casa, le menciona a su novio, Peter Kavinsky, que los dos nunca tuvieron un encuentro lindo, y se encuentran con la incredulidad de Peter porque recuerda bastante bien su primer encuentro. Espera nerviosamente el resultado de su solicitud de la Universidad de Stanford para poder asistir a la misma universidad con Peter. A medida que la relación de Dan con Trina se vuelve más seria y la familia comienza a planificar su próxima boda, Lara Jean se siente decepcionada cuando la aceptan en las universidades donde tenía más posibilidades, las de California, Berkeley y Nueva York, pero no en Stanford.
Inicialmente se inclina hacia Berkeley para vivir más cerca de Peter, pero tras disfrutar de la ciudad de Nueva York durante un viaje escolar, se decide por la universidad de esta ciudad. Ella le explica su decisión a Peter, pero su decepción por su decisión es palpable, y él decide romper con ella en la noche del baile de graduación para evitarse una inminente angustia en los próximos meses. Respetando los deseos de Lara Jean, Peter se salta la boda de Dan y Trina. Después de las festividades de la boda, Kitty conspira con Peter para organizar una reunión entre él y Lara Jean bajo la carpa nupcial. Lara Jean encuentra una carta en su anuario de Peter que contiene su relato escrito de su primer encuentro en sexto grado y un contrato propuesto para amarse siempre a pesar de los 4800 kilómetros que se encuentran entre Stanford y Nueva York. Peter aparece y le pide que se registre, a lo que ella asiente con alegría. La película termina con la reflexión de Lara Jean sobre querer lo que tiene con Peter, independientemente de lo que digan las películas y lo que digan los estereotipos sobre las relaciones a distancia. Ella sigue siendo optimista de que la distancia les ofrecerá la oportunidad de seguir escribiéndose cartas de amor entre ellos.

## Reparto
- Lana Condor como Lara Jean, una estudiante de secundaria de ascendencia coreana; el personaje principal y la novia de Peter;
- Noah Centineo como Peter, el novio de Lara Jean y un popular jugador de lacrosse;
- Janel Parrish como Margot, la hermana mayor madura y responsable de Lara Jean que va a la universidad en Escocia;
- Anna Cathcart como Kitty, la juguetona hermana pequeña de Lara Jean que los unió a ella y a Peter;
- John Corbett como el doctor Covey, el padre amable y algo protector de Lara Jean;
- Sarayu Rao como Trina Rothschild, la amigable vecina de Covey que desarrolla un incipiente romance con el padre de Lara Jean;
- Madeleine Arthur como Christine, prima de Gen y mejor amiga de Lara Jean (que se hace llamar «Chris»);
- Ross Butler como Trevor, el buen amigo de Peter y Lara Jean y el novio de Chris;
- Emilija Baranac como Genevieve, una chica bonita y popular que es la exnovia de Peter y la mejor amiga convertida en rival de Lara Jean (que se hace llamar «Gen»);
- Trezzo Mahoro como Lucas, el amigo gay y amable de Lara Jean, así como uno de sus antiguos intereses amorosos;
- Kelcey Mawema como Emily, amiga de Gen;
- Sofia Black-D'Elia como Heather;
- Henry Thomas como el señor Kavinsky, el padre de Peter.

## Producción
Los productores comenzaron a trabajar en Para siempre mientras que la precuela, P.D. Todavía te quiero, todavía se encontraba en producción, contratando a Katie Lovejoy para escribir el guion de la tercera novela de Han y a Michael Fimognari para dirigirla. La fotografía principal comenzó en Vancouver, Columbia Británica, Canadá, el 15 de julio de 2019, dos meses después de la finalización de la producción de la segunda película, aunque el anunció se dio formalmente en agosto de 2019.

## Lanzamiento
Fue lanzada el 12 de febrero de 2021.

## Recepción
El sitio web del agregador de reseñas Rotten Tomatoes informa que el 79% de los 61 críticos dieron a la película una crítica positiva, con una calificación promedio de 6,5/10. El consenso de los críticos del sitio web dice: «Se han establecido rendimientos decrecientes para esta trilogía, pero To All the Boys: Always and Forever tiene suficiente del encanto efervescente del original para servir como una conclusión digna». Según Metacritic, que tomó una muestra de 17 críticos y y calculó una puntuación media ponderada de 65 sobre 100, la película recibió «críticas generalmente favorables».